# Đurđevića Tara
Đurđevića Tara este un sat din comuna Pljevlja, Muntenegru. Conform datelor de la recensământul din 2003, localitatea are 178 de locuitori (la recensământul din 1991 erau 188 de locuitori).

## Demografie
În satul Đurđevića Tara locuiesc 136 de persoane adulte, iar vârsta medie a populației este de 41,1 de ani (42,5 la bărbați și 39,7 la femei). În localitate sunt 53 de gospodării, iar numărul mediu de membri în gospodărie este de 3,36.
Această localitate este populată majoritar de sârbi (conform recensământului din 2003).
|  |

| Demografie | Demografie | Demografie |
| An         | Locuitori  | Locuitori  |
| ---------- | ---------- | ---------- |
|            |            |            |
|            |            |            |
|            |            |            |
|            |            |            |
| 1948       | 374        |            |
| 1953       | 382        |            |
| 1961       | 384        |            |
| 1971       | 317        |            |
| 1981       | 261        |            |
| 1991       | 188        | 188        |
| 2003       | 178        | 178        |

| \| Componența etnică conform recensământului din 2003[2] \| Componența etnică conform recensământului din 2003[2] \| Componența etnică conform recensământului din 2003[2] \| Componența etnică conform recensământului din 2003[2] \| Componența etnică conform recensământului din 2003[2] \| \| ----------------------------------------------------- \| ----------------------------------------------------- \| ----------------------------------------------------- \| ----------------------------------------------------- \| ----------------------------------------------------- \| \| \| \| \| \| \| \| Sârbi \| Sârbi \| \| 147 \| 82,58% \| \| Muntenegreni \| Muntenegreni \| \| 30 \| 16,85% \| \| necunoscută \| necunoscută \| \| 1 \| 0,56% \| |              |  |     |        |
| Componența etnică conform recensământului din 2003 |              |  |     |        |
| |              |  |     |        |
| Sârbi | Sârbi        |  | 147 | 82,58% |
| Muntenegreni | Muntenegreni |  | 30  | 16,85% |
| necunoscută | necunoscută  |  | 1   | 0,56%  |